# Saison 2016-2017 du FC Metz
Maillots
Dernière mise à jour : 7 mars 2017.
Chronologie
Saison précédente Saison suivante
Le FC Metz, promu de Ligue 2, joue sa 59e saison en Ligue 1 lors de la saison 2016-2017. Cette saison voit le club s'engager dans trois compétitions qui sont la Ligue 1, la Coupe de France et la Coupe de la Ligue.

## Préparation, transferts et matchs amicaux

### Objectif du club
Le FC Metz ne sera resté qu'une seule saison en Ligue 2 après sa relégation l'an passé et retrouve donc l’élite du football français. L'objectif cette saison est évidemment le maintien du club en Ligue 1.

### Préparation et matchs amicaux d'avant saison
La saison 2016-2017 du FC Metz débute officiellement le jeudi 30 juin 2016 avec la reprise de l'entraînement à la plaine Saint-Symphorien avant un départ en stage de préparation le dimanche suivant durant une semaine pour la station balnéaire de Carnac en Bretagne. S’ensuivra un match amical perdu (1-0) face au Stade brestois, pensionnaire de Ligue 2, avant le retour en Moselle. Le second match avec une victoire (1-3) à la clé est plus convaincant contre toutefois une équipe tout juste reléguée en troisième division belge, le club partenaire du FC Metz, le RFC Seraing. Malheureusement, le troisième match de préparation se soldera par le même résultat que le premier avec une défaite (0-1) face au Red Star dans un match pourtant dominé par les grenats. Lors du match suivant face à Tubize (deuxième division belge), Metz remporte un match d'un faible niveau de la part des deux équipes. Le niveau de jeu ne sera pas bien plus spectaculaire lors du match nul (1-1) sur la pelouse de Kaiserslautern (deuxième division allemande).  Pour le dernier match de préparation avant la reprise du championnat, Metz reçoit le promu Dijon et malgré une très bonne entame de match en menant 2-0 avant le quart d’heure de jeu, les protégés de Philippe Hinschberger encaisseront deux buts avant la mi-temps contre le cours du jeu avant d’en encaisser encore deux en seconde mi-temps.

### Transferts estivaux
Durant le mercato estival, de nombreux joueurs s'engagent avec le club mosellan dont quelques joueurs habitués à la Ligue 1 comme Renaud Cohade de Saint-Étienne, Yann Jouffre de Lorient et Franck Signorino qui est de retour dans son club formateur en provenance de Reims. De jeunes talents de Ligue 2 s'ajoutent également à l'effectif grenat comme Simon Falette de Brest, Opa Nguette de Valenciennes et Florent Mollet de Créteil. Mevlüt Erding enfilera le maillot grenat pour la saison sous forme de prêt par Hanvore. Le portier international japonais Eiji Kawashima signe un bail de deux ans pour le rôle de troisième gardien. Le jeune prometteur Ismaïla Sarr arrive de l'Académie Génération Foot. Alors que le championnat a déjà débuté, deux renforts défensifs s'ajoutent à l'effectif grenat : Benoît Assou-Ekotto arrive libre après une année passée à Saint-Étienne qui a fait suite à dix saisons passées en Premier League pour renforcer le couloir gauche de la défense messine. Enfin, le défenseur central Milan Biševac, passé par Paris ou Lyon, arrive libre de la Lazio Rome.
Le club signe également quatre premiers contrats professionnels de joueurs issus du centre de formation : le jeune prometteur international luxembourgeois Vincent Thill ainsi qu'Alexis Larriere, Gautier Hein et Vahid Selimovic.
Du côté des départs, l’ensemble des cinq joueurs sous forme de prêt l’an passé quittent le club : Juan Kaprof, Célestin Djim, Tiago Gomes, Daniel Candeias et Christian Bekamenga. Philippe Hinschberger maintennu à la tête de l’effectif grenat décide avec les dirigeants de dégraisser un effectif bien trop copieux afin d'arriver à environ 25 joueurs. Les "enfants" du club Romain Métanire et Yeni N'Gabakoto retirent définitivement la tunique grenat. Le premier s’envole pour la Belgique au KV Courtrai et le second décide de prendre son envol après dix ans passé en Moselle pour porter les couleurs des Queens Park Rangers en Championship. Nuno Reis, André Santos, Juan Falcón, Ferjani Sassi, José Luis Palomino, Sergueï Krivets, Dieudonné Gbaklé, Samy Kehli, Anthony M'Fa, Marouane Sahraoui et Kwame N'Sor quittent également les rives de la Moselle.
Le club espérait se débarrasser également de Popoola Saliu, Jānis Ikaunieks, Fadil Sido et Thibaut Vion avant le 31 août mais ces quatre derniers qui n'entraient pas dans les plans de Philippe Hinschberger n'ont pas trouvés preneurs avant la fin du mercato. 
Lucas Toussaint est prêté pour la saison au RFC Seraing, club satellite du FC Metz, tout juste relégué en troisième division belge. Oumar Gonzalez et Hamza Sakhi sont eux prêtés pour la saison au SAS Epinal en National. Médéric Deher se retrouve prêté une fois de plus cette fois-ci à l'US Avranches en National également. Enfin, Mustapha Kaboré dépose ses valises pour une saison au CS Sedan en National.
Fin septembre, Popoola Saliu et Fadil Sido, n'ayant toujours pas été une seule fois dans le groupe professionnel après sept journées de championnat, résilient leur contrat,.
| Nom                 | Nationalité  | Poste     | Transfert                     | Provenance/Destination | Division              |
| ------------------- | ------------ | --------- | ----------------------------- | ---------------------- | --------------------- |
| Arrivées            |              |           |                               |                        |                       |
| Franck Signorino    | France       | Défenseur | Arrivée définitive            | Stade de Reims         | Ligue 1               |
| Opa Nguette         | France       | Milieu    | Arrivée définitive            | Valenciennes FC        | Ligue 2               |
| Simon Falette       | France       | Défenseur | Arrivée définitive            | Stade brestois 29      | Ligue 2               |
| Yann Jouffre        | France       | Milieu    | Arrivée définitive            | FC Lorient             | Ligue 1               |
| Florent Mollet      | France       | Milieu    | Arrivée définitive            | US Créteil-Lusitanos   | Ligue 2               |
| Renaud Cohade       | France       | Milieu    | Arrivée définitive            | AS Saint-Étienne       | Ligue 1               |
| Ismaïla Sarr        | Sénégal      | Attaquant | Arrivée définitive            | AS Génération Foot     | Ligue 2               |
| Eiji Kawashima      | Japon        | Gardien   | Arrivée définitive            | Dundee United          | Scottish Championship |
| Benoît Assou-Ekotto | Cameroun     | Défenseur | Arrivée définitive            | AS Saint-Étienne       | Ligue 1               |
| Milan Biševac       | Serbie       | Défenseur | Arrivée définitive            | Lazio Rome             | Serie A               |
| Mevlüt Erding       | Turquie      | Attaquant | Prêt                          | Hanovre 96             | 2. Bundesliga         |
| Chris Philipps      | Luxembourg   | Défenseur | Retour de prêt                | SC Preussen Münster    | 3.Liga                |
| Thibaut Vion        | France       | Attaquant | Retour de prêt                | RFC Seraing            | Proximus League       |
| Vincent Thill       | Luxembourg   | Attaquant | Premier contrat professionnel | FC Metz B              | CFA 2                 |
| Alexis Larriere     | France       | Milieu    | Premier contrat professionnel | FC Metz B              | CFA 2                 |
| Gauthier Hein       | France       | Milieu    | Premier contrat professionnel | FC Metz B              | CFA 2                 |
| Vahid Selimovic     | Luxembourg   | Défenseur | Premier contrat professionnel | FC Metz B              | CFA 2                 |
| Départs             |              |           |                               |                        |                       |
| Yeni N'Gbakoto      | France       | Milieu    | Départ définitif              | Queens Park Rangers    | Championship          |
| Juan Falcón         | Venezuela    | Attaquant | Départ définitif              | Independiente Santa Fe | Liga Águila           |
| José Luis Palomino  | Argentine    | Défenseur | Départ définitif              | PFC Ludogorets Razgrad | TBI A Football Group  |
| Ferjani Sassi       | Tunisie      | Milieu    | Départ définitif              | ES Tunis               | Ligue I               |
| Romain Métanire     | France       | Défenseur | Départ définitif              | KV Courtrai            | Jupiler Pro League    |
| Nuno Reis           | Portugal     | Défenseur | Départ définitif              | Panathinaïkos          | Superleague Elláda    |
| André Santos        | Portugal     | Milieu    | Départ définitif              | FC Arouca              | Liga NOS              |
| Sergueï Krivets     | Biélorussie  | Milieu    | Départ définitif              | Wisła Płock            | Ekstraklasa           |
| Dieudonné Gbaklé    | Mali         | Milieu    | Départ définitif              | Gençlerbirliği         | Spor Toto Süper Lig   |
| Samy Kehli          | France       | Milieu    | Départ définitif              | KSV Roulers            | Proximus League       |
| Anthony M'Fa Mezui  | Gabon        | Gardien   | Départ définitif              | Actuellement inconnue  | Actuellement inconnue |
| Marouane Sahraoui   | Tunisie      | Défenseur | Départ définitif              | Vitória Guimarães      | Liga NOS              |
| Kwame N'Sor         | Ghana        | Attaquant | Départ définitif              | CF União               | Ledman Liga PRO       |
| Fadil Sido          | Burkina Faso | Milieu    | Départ définitif              | Actuellement inconnue  | Actuellement inconnue |
| Popoola Saliu       | Nigeria      | Milieu    | Départ définitif              | Actuellement inconnue  | Actuellement inconnue |
| Médéric Deher       | France       | Défenseur | Prêt                          | US Avranches           | National              |
| Oumar Gonzalez      | France       | Défenseur | Prêt                          | SAS Epinal             | National              |
| Hamza Sakhi         | Maroc        | Milieu    | Prêt                          | SAS Epinal             | National              |
| Lucas Toussaint     | France       | Milieu    | Prêt                          | RFC Seraing            | Division 1 amateur    |
| Moustapha Kaboré    | Burkina Faso | Attaquant | Prêt                          | CS Sedan               | National              |
| Juan Kaprof         | Argentine    | Attaquant | Fin de prêt                   | Defensa y Justicia     | Primera División      |
| Célestin Djim       | Belgique     | Attaquant | Fin de prêt                   | FC Porto               | Liga NOS              |
| Tiago Gomes         | Portugal     | Défenseur | Fin de prêt                   | Apollon Limassol       | Marfin Laiki League   |
| Daniel Candeias     | Portugal     | Milieu    | Fin de prêt                   | Antalyaspor            | Spor Toto Süper Lig   |
| Christian Bekamenga | Cameroun     | Attaquant | Fin de prêt                   | Balıkesirspor          | Spor Toto Süper Lig   |

### Transferts hivernaux
| Nom             | Nationalité | Poste     | Transfert | Provenance/Destination | Division             |
| --------------- | ----------- | --------- | --------- | ---------------------- | -------------------- |
| Arrivées        |             |           |           |                        |                      |
| Cheick Diabaté  | Mali        | Attaquant | Prêt      | Osmanlispor            | Sport Toto Süper Lig |
| Fallou Diagne   | Sénégal     | Défenseur | Prêt      | Werder Brême           | 1. Bundesliga        |
| Départs         |             |           |           |                        |                      |
| Jānis Ikaunieks | Lettonie    | Milieu    | Prêt      | AEL Larissa            | Football League 2    |
| Habib Diallo    | Sénégal     | Attaquant | Prêt      | Stade brestois         | Ligue 2              |

## Compétitions

### Championnat

#### Phase aller
Le championnat débute fort pour le promu messin puisque les protégés de Philippe Hinschberger reçoivent le LOSC pour le compte de la première journée. Après une première mi-temps difficile pour les promus qui sont logiquement menés à la pause (0-1) par les Lillois mieux en place qui ont trouvé la faille grâce à Rony Lopes, la seconde période verra des messins plus engagés qui trouvent l’égalisation grâce au premier but de Mevlüt Erding sous le maillot grenat en match officiel parfaitement servi par Iván Balliu. Mais un quart après, le LOSC reprend l’avantage sur une contre-attaque conclu par Lopes qui signe un doublé. Quelques minutes plus tard, le néo-messin Ismaïla Sarr est bousculé dans la surface de réparation adverse et obtient un penalty transformé par Erding qui signe le deuxième doublé de la soirée. En fin de match, Habib Diallo est lui aussi fauché dans la surface de réparation adverse par le portier nordiste. L’attaquant turque du FC Metz étant sorti, c’est l’ancien lorientais Yann Jouffre qui se charge de la sentence et offre une victoire 3-2 inespérée mais méritée au vu de la seconde période de la part des messins qui ont été menés deux fois dans le match et qui n’ont jamais lâchés. Le week-end suivant, Metz se déplaçait au Parc de Princes pour affronter le Paris Saint-Germain dans un match logiquement dominé et remporté par les locaux qui ont tout de même presque attendus l'heure de jeu avant d'ouvrir le score à cause d'un Cavani totalement inefficace face au but messin. Le score final fut 3-0 mais aurait pu être bien plus important si les parisiens n'avaient pas été aussi maladroits devant la cage de Thomas Didillon bien que les grenats se soient procuré tout de même quelques belles occasions de but face à un Kevin Trapp irréprochable qui fut d'ailleurs élu homme du match. Avant la première trêve internationale de la saison, Metz reçoit Angers qui domine la rencontre d’un bout à l’autre sans jamais trouver la faille notamment grâce à un Thomas Didillon très en forme. Avant la pause c’est Falette qui inscrit son premier but en Ligue 1 de la tête sur un coup franc de Florent Mollet. En fin de match, Milan viendra punir le manque d’efficacité des visiteurs avec un but presque identique au premier avec Cohade au coup franc pour signer le 2-0. Trois points précieux donc pris face à un adversaire direct au maintien mais la manière laisse à désirer.
Lors de la reprise à la suite de la trêve internationale, les Messins sont bien plus entreprenants mais toujours dominés dans le jeu et vont écraser Nantes (0-3) à la Baujoire grâce à un triplet de Mevlüt Erding. Ils se retrouvent sur le podium du championnat de France à la fin de la 4e journée. Match nul et vierge lors de la journée suivante à Dijon. Alors que les messins débute bien la rencontre, ils obtiennent rapidement un penalty à la suite d'une main évidente dans la surface mais Erding voit le cuir s’échouer sur la barre transversale du portier local. Ce dernier repoussera une tête puissante de Mandjeck juste avant la pause. Alors que Doukouré a été expulsé peu avant l’heure de jeu, les Grenats ont surtout subi les événements en seconde période. Mais les troupes de Philippe Hinschberger ont une nouvelle fois pu compter sur Thomas Didillon qui a repoussé un penalty de Sammaritano en fin de match. Une rencontre qui ne restera certainement pas dans les annales, notamment en raison de l’arbitrage exécrable de M. Varela qui a abusé des coups de sifflet et des cartons. Ses interventions à répétition ont clairement nui à la qualité du jeu. La 6e journée qui se joue en milieu de semaine voit Metz, privé de Jouffre, Doukouré et Nguette, recevoir Bordeaux et ces derniers infligeront la première défaite à domicile de la saison pour les messins. Un score sans appel de 3-0 dans un match globalement maitrisé par les visiteurs face à des locaux d’un faible niveau. Ces derniers se déplacent à Montpellier le samedi suivant et ramènent les trois points de la victoire à la suite de leur voyage dans le sud de la France grâce à un penalty, obtenu par Sarr au bout de la première mi-temps sur une erreur défensive des montpelliérains, qui sera transformé par Erding. Des erreurs défensives, les messins en feront lors de la 8e journée. En effet, la réception de Monaco sera vécu comme une soirée cauchemardesque pour le public de Saint-Symphorien qui voit Metz voler en éclats sur sa propre pelouse en s’inclinant sur le score fleuve de 7-0 dans un match que les grenats avaient pourtant bien entamés dans les premiers instants de la rencontre avant l’ouverture du score monégasque dès la 7e minute de jeu. 3-0 à la mi-temps, réduit à dix à l’heure de jeu avec le second carton rouge de Doukouré en trois matchs, le navire sombre et Thomas Didillon encaisse encore quatre buts, dont un penalty, en 21 minutes. Les supporters auront poussés jusqu’au bout malgré le score mais l’humiliation reste immense. Avant la seconde trêve internationale de la saison, les mosellans pointent à la 8e position avec 13 unités au compteur, six de plus que Lille, premier reléguable.
Deux semaines après la déroute à domicile face à Monaco, c’est privé de Cohade, Falette, Doukouré ou encore Jouffre que Metz s’incline sans démériter au Vélodrome face à Marseille grâce à un but de Gomis en deux temps sur corner dans le premier quart d’heure de jeu. Les messins aurait pu au moins ramener le point du match si Mevlüt Erding n’avait pas été autant maladroit devant le but phocéen.

#### Classement
| Rang | Équipe                 | Pts | J  | G  | N  | P  | Bp | Bc | Diff |
| ---- | ---------------------- | --- | -- | -- | -- | -- | -- | -- | ---- |
| 12   | Angers SCO             | 46  | 38 | 13 | 7  | 18 | 40 | 49 | −9   |
| 13   | Toulouse FC            | 44  | 38 | 10 | 14 | 14 | 37 | 41 | −4   |
| 14   | FC Metz P              | 43  | 38 | 11 | 10 | 17 | 39 | 72 | −33  |
| 15   | Montpellier Hérault SC | 39  | 38 | 10 | 9  | 19 | 48 | 66 | −18  |
| 16   | Dijon FCO P            | 37  | 38 | 8  | 13 | 17 | 46 | 58 | −12  |

### Coupe de France
La Coupe de France 2016-2017 est la 100e édition de la Coupe de France, une compétition à élimination directe mettant aux prises tous les clubs de football amateurs et professionnels à travers la France métropolitaine et les DOM-TOM. Elle est organisée par la FFF et ses ligues régionales. Les 20 clubs de Ligue 1 font leur entrée dans la compétition dès les 1/32 de finale qui se dérouleront début janvier 2017.

### Coupe de la Ligue
La coupe de la Ligue 2016-2017 est la 23e édition de la Coupe de la Ligue, compétition à élimination directe organisée par la Ligue de football professionnel (LFP) depuis 1994, qui rassemble uniquement les clubs professionnels de Ligue 1, Ligue 2 et National. 14 clubs de Ligue 1 non européens font leur entrée dès les 1/16 de finale, ce qui est le cas du FC Metz. Petite nouveauté au règlement, en cas d'égalité, les équipes devront directement se départager avec une séance de tirs au but. Excepté la finale où en cas d'égalité, il y aura une prolongation avec deux mi-temps de 15 minutes et une séance de tirs au but en cas d'égalité à l'issue des prolongations
Le tirage au sort donne le Paris FC comme premier adversaire des grenats. Le club parisien relégué en National la saison précédente s’est débarrassé de deux pensionnaires de Ligue 2 lors des deux premiers tours, le Red Star et le RC Lens. Malgré deux divisions d'écart, c'est la séance des tirs au but qui permet aux messins de se qualifier pour le tour suivant (7 à 6 pour Metz). En effet, ce sont les parisiens qui ont ouvert le score au bout d'une demi-heure de jeu et c'est Opa Nguette qui égalisera à la 65e minute de jeu.
À la suite de leur succès en Île-de-France, les protégés de Philippe Hinschberger recevront le Toulouse FC, tombeur de l'AJ Auxerre au tour précédent, en 1/8 de finale.

## Acteurs de la saison

### Encadrement technique
L'équipe messine est entraînée par le mosellan Philippe Hinschberger, ancien joueur emblématique du club. Ce dernier a effectué l'intégralité de sa carrière de joueur au FC Metz (de 1977 à 1992) et affiche 452 matchs au compteur, tous dans l'élite. Il remporte la Coupe de France en 1984 et 1988. C’est en 1997 qu’il décide d'entreprendre une carrière d'entraîneur en Ligue 2 au CS Louhans-Cuiseaux, puis à Niort, avant de rejoindre Le Havre en 2004. En cours de saison, à cause d'une menace de relégation en National qui se fait de plus en plus forte, Hinschberger se fait licencier. En juillet 2005, il redevient l'entraîneur de Niort (National), qu'il fait remonter en Ligue 2. Limogé des Chamois niortais à cause de mauvais résultats. Il signe ensuite au Stade lavallois (National) un contrat d'un an. Le club espère que sous ses ordres, le club pourra remonter en Ligue 2. Objectif atteint la saison suivante. Après sept ans, il est démis de ses fonctions à la suite d'une série de mauvais résultats. Le 17 juin 2014, il retrouve le banc de touche de la Ligue 2. Il s'engage pour deux saisons en faveur de l'US Créteil-Lusitanos. Cependant, après une défaite humiliante face à Lusitanos Saint-Maur (DH) lors du septième tour de la Coupe de France, il jette l'éponge cinq mois après son arrivée. Le 23 décembre 2015, il retrouve le club de ses débuts professionnels, le FC Metz, comme entraîneur. Sa première priorité est de dégraisser un groupe qui ne compte pas moins de 30 éléments pour atteindre l'objectif de la remontée en Ligue 1,. Ce que l'entraîneur messin réussira.
L'entraîneur mosellan est accompagné dans sa tâche au FC Metz par son adjoint Gilles Bourges qui le suit depuis son passage à l'US Créteil-Lusitanos où il était entraîneur des gardiens. Autre connaissance d’Hinschberger, Hugo Cabouret, le nouveau préparateur physique qu’il a côtoyé lors des sessions du dispositif "10 mois vers l’emploi " organisé par l’UNECATEF (Union nationale des entraîneurs et cadres techniques du football français). Le technicien de 44 ans, a, notamment, officié du côté d’Auxerre (2014-2015), de Créteil (2013-2014) et avec l’équipe nationale du Qatar (2001-2003). Certains membres du staff durant le passage des prédécesseurs du technicien messin officient toujours sous sa direction comme l'entraîneur des gardiens Christophe Marichez, ancien portier grenat, ainsi que Jacques Muller, kinésithérapeute et enfin le médecin André Marie.

## Statistiques

### Statistiques collectives
| Compétition       | Débute au tour | Termine        | Matches joués | Gagnés | Nuls | Perdus | Buts pour | Buts contre | Différence |
| ----------------- | -------------- | -------------- | ------------- | ------ | ---- | ------ | --------- | ----------- | ---------- |
| Ligue 1           | -              | 14e            | 38            | 11     | 10   | 17     | 39        | 72          | -33        |
| Coupe de la Ligue | 1/16 de finale | 1/4 de finale  | 3             | 2      | 0    | 1      | 2         | 4           | -2         |
| Coupe de France   | 1/32 de finale | 1/32 de finale | 1             | 0      | 0    | 1      | 0         | 2           | -2         |
| Total             | -              | -              | 42            | 13     | 10   | 19     | 41        | 78          | -37        |

### Buteurs
| N° | Pos. | Nat. | Nom              | Ligue 1 | Coupe de France | Coupe de la Ligue | Total |   |   |  |                |   |   |   |   |
| -- | ---- | ---- | ---------------- | ------- | --------------- | ----------------- | ----- | - | - |  | -------------- | - | - | - | - |
| N° | Pos. | Nat. | Nom              | Ligue 1 | Coupe de France | Coupe de la Ligue | Total | 1 | A |  | Cheick Diabaté | 8 | - | - | 8 |
| 2  | A    |      | Mevlüt Erding    | 6       | -               | -                 | 6     |   |   |  |                |   |   |   |   |
| 3  | M    |      | Ismaïla Sarr     | 5       | -               | -                 | 5     |   |   |  |                |   |   |   |   |
| 4  | M    |      | Yann Jouffre     | 4       | -               | -                 | 2     |   |   |  |                |   |   |   |   |
| 5  | D    |      | Simon Falette    | 3       | -               | -                 | 2     |   |   |  |                |   |   |   |   |
| 5  | M    |      | Georges Mandjeck | 3       | -               | -                 | 2     |   |   |  |                |   |   |   |   |
| 6  | A    |      | Opa Nguette      | 2       | -               | -                 | 2     |   |   |  |                |   |   |   |   |
| 6  | A    |      | Thibaut Vion     | 2       | -               | -                 | 2     |   |   |  |                |   |   |   |   |
| 7  | D    |      | Guido Milán      | 1       | -               | -                 | 1     |   |   |  |                |   |   |   |   |
| 7  | A    |      | Habib Diallo     | 1       | -               | -                 | 1     |   |   |  |                |   |   |   |   |
| 7  | M    |      | Renaud Cohade    | 1       | -               | -                 | 1     |   |   |  |                |   |   |   |   |
| 7  | A    |      | Gauthier Hein    | 1       | -               | -                 | 1     |   |   |  |                |   |   |   |   |
|    |      |      | Total            | 33      | -               | -                 | 33    |   |   |  |                |   |   |   |   |

## Affluence et télévision

### Affluence
L'affluence à domicile du FC Metz atteint un total de 66.853 spectateurs en 4 rencontres de Ligue 1, soit une moyenne de 16.714/match.
Affluence du FC Metz à domicile

### Retransmission télévisée
| Diffuseur   | Rencontres | Pourcentages |
| ----------- | ---------- | ------------ |
| beIN Sports | 35         | 92.1%        |
| Canal+      | 3          | 7.9%         |
| Non-diffusé | 0          | 0%           |
| Total       | 38         | 100%         |

Bilan à la fin de la 38e journée de championnat.